# Farley (Staffordshire)
Pour les articles homonymes, voir Farley.
Farley est un village et une paroisse civile du Staffordshire, en Angleterre.